# مناعة (طب)
في علم الأحياء، المناعة هي قدرة الكائنات متعددة الخلايا على مقاومة الكائنات الحية الدقيقة الضارة. تنقسم المناعة إلى نوعين مناعة طبيعية ومناعة نوعية. تعمل المناعة الطبيعية كحواجز أو مزيلات لمجموعة واسعة من مسببات الأمراض بغض النظر عن تكوينها المستضدي. تتكيف المناعة الأخرى للجهاز المناعي مع كل مرض جديد يتم مواجهته ويمكن أن تولد مناعة خاصة بمسببات الأمراض 
.

## تمييز الجسم بين ما هو ذاتي وغير ذاتي
معطيات سريرية: في حالة زرع الأعضاء يشترط في الشخص المعطي أن يكون من أقارب المتلقي خصوصا من الإخوة أو الأخوات، حتى لا يتم رفض الطعم من طرف الجسم، وهذا يعني أن العامل المحدد للذاتي هو الجينوم،  وبما أن الجينوم يتكون من مورثات تتحكم في تركيب بروتينات، فان الأبحاث أدت إلى اكتشاف بروتينات توجد على الغشاء الخلوي للخلايا المنواة تتدخل في تحديد ما هو ذاتي (واسمات الذاتي) وسميت نظام HLA(Human Leucocyte Antigen) لأنها اكتشفت أول مرة فوق غشاء الكريات البيضاء، وتمت ملاحظتها أيضا فوق غشاء الخلايا المنواة وسميت بذلك المركب الرئيسي للتلاؤم النسيجي CMH(Complexe Majeur d’Histocompatibilité)
يتحكم في تركيب بروتينات CMH أربع مورثات محمولة على الصبغي 6 وهي المورثات A ,C,B,D وتتميز بالخاصيات التالية:
- هي مورثات مرتبطة أي محمولة على نفس الصبغي.
- متعددة الأليل (أي حليل) أي لكل مورثة عدة أليلات (في كل مرة تكتشف أليلات جديدة 
- الأليلات متساوية السيادية
يوجد صنفين رئيسيين من بروتينات CMH هما:
ـ بروتينات CMH-I : توجد على سطح خلايا الجسم المنواة ويتحكم في تركيب هذا النوع المورثات B، A و C. وتتكون هذه البروتينات من سلسلتين بيبتيديتين α وβ2m.
ـ بروتينات CMH-II : توجد على سطح بعض الخلايا المناعتية كاللمفاويات والبلعميات وتتحكم في تركيبها المورثة D وتتكون هذه البروتينات من سلسلتين بيبتيديتين α وβ.
دور بروتينات CMH:
في جميع الخلايا تجزأ أنزيمات خاصة عينة من البروتينات الموجودة في السيتوبلاسم إلى ببتيدات، يرتبط كل بيبتيد بجزيئة CMH ويهاجر المركب بيبتيد ـ CMH إلى سطح الخلية، وهكذا تعرض الخلايا باستمرار محتواها البيبتيدي مما يمكن من حراسة مناعتية:
ـ إذا كانت البيبتيدات المعروضة منحدرة من بروتينات عادية للخلية فانه لا يحدث ارتباط بين الخلية والخلايا المناعتية وبالتالي غياب الاستجابة المناعتية.
ـ إذا كانت البيبتيدات المعروضة منحدرة من بروتينات غير عادية للخلية (بروتين شاذ لـخلية سرطانية أو بروتين فيروسي) فإنه يحدث ارتباط بين الخلية والخلايا المناعتية وبالتالي حدوث الاستجابة المناعتية.
وهكذا يتبين أن مركب CMH هو مجموع المورثات المسؤولة عن تركيب بروتينات CMH المسؤولة عن تحديد الذاتي، ففي حالة زرع الأعضاء إذا كان CMH المعطي يخالف CMH المتلقي تحدث استجابة مناعتية مسؤولة عن رفض الطعم لذلك تسمى بروتينات CMH مولدات مضاد التلاؤم النسيجي.

## وسائل دفاع الجسم
المناعة غير النوعية أو الطبيعية:

1. يمتلك الجسم حواجز طبيعية تحافظ على تمامية الجسم حيث تحول دون تسرب العناصر الأجنبية وتصنف حسب طريقة عملها إلى:
ـ الحواجز الميكانيكية: تتضمن الجلد الذي يتكون من خلايا متماسكة تتجدد باستمرار وغير منفذة للـ متعضيات المجهرية و الأغشية المخاطية التي تحتوي على مخاط سطحي يحول دون تثبيت الجراثيم كما يمكن أن تتواجد أهداب تتحرك باستمرار وتدفع بالجراثيم نحو الخارج.
ـ الحواجز البيوكيميائية: يحتوي المخاط الأنفي واللعاب و الدموع على أنزيمات خاصة في الجسيمات الحالة تتلف غشاء البكتيريات، العرق ذو ph حمضي يحول دون نمو الفطريات وبعض البكتيريات، تفرز المعدة حمض معدي يسبب موت الجراثيم، في الاثنا عشري يؤدي التغير المفاجئ لـ ph والأنزيمات المحللة للبروتينات إلى منع التكاثر البكتيري.
ـ الحواجز الايكولوجية: الفلورة البكتيرية المعوية والجلدية تحول دون تكاثر البكتيريات الممرضة ودلك عن طريق التنافس.
في بعض الحالات يمكن أن تخترق هذه الحواجز من طرف الجراثيم ليحدث رد فعل يتجلى في الاستجابة المناعتية غير النوعية.
2. الاستجابة المناعتية غير النوعية:
أولاً: الاستجابة الالتهابية:
رد فعل الجسم على اثر غزو جرثومي: يؤدي حدوث جرح على مستوى الجلد إلى استجابة دفاعية محلية تتميز بظهور الالتهاب الذي يتميز بالأعراض التالية:
ـ الاحمرار والانتفاخ والألم والارتفاع المحلي لدرجة الحرارة.
ـ الانتفاخ نتيجة خروج البلازما لتسهيل انسلال الكريات البيضاء نحو مكان الـجرح.
ـ الاحمرار والارتفاع المحلي لدرجة الحرارة نتيجة تمدد الشعيرات الدموية وارتفاع الصبيب الدموي في مكان الجرح.
ـ الألم نتيجة تهييج النهايات العصبية بواسطة الوسائط الالتهابية أو المواد المفرزة من طرف الجراثيم.
ب ـ الوسائط الالتهابية:
ـ الهستامين : مادة تفرزها الخلايا البدينة (mastocytes) تسبب تمدد الشعيرات الدموية ورفع نفاذيتها.
ـ البروستاغلاندين : مادة تفرزها الخلايا البدينة (العمادية) تسبب تمدد الشعيرات الدموية ورفع نفاذيتها.
ـ الكينين : هي عديدات بيبتيد تفرز أساسا من طرف الصفائح الدموية، تنتج عن انشطار بروتين بلازمي تحت تأثير أنزيم يكون خاملا ويتم تنشيطه بواسطة مواد المضاد أو عامل التجلط، تسبب تمدد الشعيرات الدموية ورفع نفاذيتها.
ـ عوامل التكملة: هي مركب أنزيمي يتكون من عدة بروتينات بلازمية يرمز لها بـ C1، C2، C3..... إلى C9 يتم تركيبها من طرف عدة أنسجة: الكبد، الطحال، الظهار المعوي، البلعميات. وتكون غير نشيطة ويتم تنشيطها بطريقتين:
ـ طريقة تعاقبية: يتم التنشيط تلقائيا بواسطة مولد المضاد خلال المناعة غير النوعية.
ـ طريقة كلاسيكية: يتم التنشيط بعد ارتباط مولد المضاد مع مضاد الأجسام المقابل له خلال الاستجابة النوعية.
و تتجلى أدواره في:
ـ تسهيل انسلال الكريات البيضاء وانجذابها نحو موقع الخمج(الانجذاب الكيميائي) تدخل C3a و C5a.
ـ تشكيل مركب الهجوم الغشائي وذلك عن طريق تنشيط أنزيمي متتالي لعناصر عامل التكملة لترتبط بالغشاء الخلوي لمولد المضاد مشكلة قنوات تسمح بدخول الماء و الأملاح المعدنية إلى مولد المضاد وبالتالي انفجاره.
ـ تسهيل البلعمة بعد تثبيت عوامل التكملة C3b على مولد المضاد يتم تسهيل تثبيتها على غشاء البلعميات التي تتوفر على مستقبلات لعامل التكملة.
ثانياً: البلعمة:
البلعمة هي عملية ابتلاع مولد المضاد من طرف خلايا تسمى البلعميات وتمثل المرحلة الأساسية في الاستجابة غير النوعية.
تتم عبر المراحل التالية:
ـ مرحلة التثبيت: ارتباط مولد الضد بـمستقبلات غشائية للبلعمة.
ـ مرحلة الابتلاع: ترسل البلعمية أرجلا كاذبة تحيط بمولد المضاد وتلتحم ليصبح محبوساً داخل فجوة بلعمية.
ـ مرحلة الهضم: تفرغ الجسيمات الحالة محتواها الأنزيمي داخل الفجوة البلعمية لهضم مولد المضاد.
ـ مرحلة إخراج الحطام: تطرح بقايا مولد المضاذ خارج البلعمية.
تتميز هذه الظاهرة بكونها فورية لأنها تنفذ مباشرة بواسطة البلعميات وغير نوعية لأنها موجهة ضد جميع مولدات المضاد.
يعتبر الجهاز اللمفاوي في جسم الحيوان (وبضمنه الإنسان طبعاً) من الخطوط الدفاعية أو المناعية الأولى، ومن آليات جهاز المناعة أيضاً خاصية الالتهام أو البلعمة Phagocytosis التي تمارسها كريات الدم البيضاء في ابتلاع المكروبات، أما الخاصية الأكثر تعقيداً فهي تكوين الأجسام المضادة Antibodies لمقاومة الكائنات المجهرية المهاجمة كـ البكتريا والفيروسات. ويمكن تقوية بعض آليات جهاز المناعة عن طريق إعطاء اللقاحات Vaccines والمصل المضاد AntiSerum.
من أكثر المواضيع المرتبطة بالمناعة، مرض أو متلازمة نقص المناعة المكتسبة الذي يسمى بالإنجليزية الأيدز AIDS وبالفرنسية السيدا SIDA .
وتقسم المناعة إلى قسمين رئيسين:
الأول: المناعة الطبيعية. مناعة فطرية.
الثاني: المناعة المكتسبة Acquired Immunity.

### المناعة الطبيعية والمناعة المكتسبة (الكيفية)
إنّ معظم الحيوانات الحية تمتلك نظاما حيويّا لمقاومة الأمراض وهذه النظم تسمى الحصانة Immunity. وهناك نوعان من الحصانة: فطرية والتكيفيه. فطرية، أو nonspecific.
الحصانة الفطرية:
هي النّشأه الأولى، معظم خط الدفاع ضد كل الغزاه. الحصانة الفطريه هي الحواجز التي تقدمها مثل الجلد ،الدّموع، المخاط، اللّعاب، وكذلك عن طريق السريع التهاب الانسجه Inflammation ان يحدث بعد فترة وجيزة من الإصابة أو العدوى. هذه الآليات المناعيه فطريه تعيق المدخل وانتشار الامراض ولكن نادرا ما يمكن منع المرض تماما.
وان كان في قدرة الجراثيم تتجاوز خط الدفاع المناعي الذي سبق ان ذكرناه فان الخلايا، والجزيئات، وأجهزة النظام المناعي معدة خصيصا لتطوير دفاعات ضدالجراثيم الأجسام المغاورة. الجهاز المناعي يمكن ان ندعو هذه الدفاعات كلما كان هذا المحتل لا سيما الهجمات مرة أخرى في المستقبل. هذه هي بالتحديد تكييف الدفاعات المعروفة بالتكيفيه، أو الممحددة للحصانة.
الحصانة الكيفية أو المكتسبة:
تتميز بأربعة خصائص: 
أولا; أنه لا يستجيب الا إذا كان المحتل (الجراثيم) متواجدا. 
ثانيا; ذات نطاق محدود، فتتفرد باستجابة دفاعية لنوع محدد من الميكروبات والغزاة. 
ثالثا; فتكون الأستجابة للغزاة في حالة تعرض الجهاز للهجوم ثاني أفضل من سابقتها في الهجوم الأول وحتى إن تعرض للهجوم بعد سنين، هذا يدخل في نطاق ذاكرة المناعة.
رابعا: أحيانا لا تهجم أجهزة الجسم الطبيعي، الا انها تعترف تلك المواد كما nonself.
الاستجابات الكيفية محصنه فعلا من ردود فعل الجهاز المناعي على الهياكل الموجودة على سطح الغازية الكائن الحي يسمى بـ المضادات. 
هناك نوعان من الاستجابات الكيفية:
humoral وتتوسط الخلايا. Humoral خلال الاستجابات المناعيه، وبروتينات تسمى الاجسام المضادة، والتي يمكن لها تدمير مولدات المضادات، وهي تظهر في الدم وسوائل الجسم الأخرى. Humoral المناعي يحدد في مقاومة الغزاه والجراثيم التي تهاجم خارج الخلايا، مثل البكتيريا والتوكسينات (المواد السامه التي تنتجها كائنات حية). Humoral الاستجابات المناعيه كما يمكن ان يمنع الفيروسات من دخول الخلايا.
خلال خلية - توسط Cell Mediate الردود المناعيه, والتي يمكن أن تدمر خلايا أخرى تنشط الخلايا. نشاط التدميري يقتصر على نشاط الخلايا التي إما أن تكون مصابة، أو إنتاج، مستضد محدد. - خليه-توسط Cell Mediate الاستجابات المناعيه في مقاومه الغزاه ان تستنسخ داخل خلايا الجسم، مثل الفيروسات. - خليه توسطت الردود قد تدمر أيضا الخلايا صنع مبدل (تغيير) أشكال جزيئات طبيعية، كما هو الحال في بعض أنواع السرطان.